# ويلينغ يونايتد
نادي ويلينغ يونايتد لكرة القدم (بالإنجليزية: Welling United Football Club) هو نادِ كرة قدم شبه محترف، يقع مقره في ويلينغ في منطقة Bexley بلندن، إنجلترا. ويلعب الفريق الأول للنادي في دوري الجنوب، الدرجة السادسة لكرة القدم الإنجليزية.

## سجلات النادي
- أعلى مركز دوري:[1]
  - المركز السادس في المؤتمر الوطني: 1989-90
- أعلى نسبة حضور:[2]
  - 4100 × جيلينغهام كأس الاتحاد الإنجليزي، الدور الأول، 22 نوفمبر 1989
- أفضل أداء في كأس الاتحاد الإنجليزي[1]
  - الدور الثالث: 1988-89
- أفضل أداء لكأس الاتحاد الإنجليزي[1]
  - ربع النهائي: 1988-89، 2006–07
- أفضل أداء FA فازة[1]
  - الدور الثالث: 1979-80